# 영주문학상
영주문학상은 제주출신이거나 제주에서 제주문학 활동을 활발히 하여 최근 3년내 발표한 작품을 대상으로 심사하여 끊임없는 삶의 의지와 창작활동을 하는 작가를 찾아내어 창작의욕을 고취하기 위하여 2016년에 영주일보가 제정한 문학상이다.

## 역대 수상 작품
- 2016년 1회 시.서.화를 넘나드는 창작활동과 자신의 고유한 색깔로 작품활동을 하여 밑바닥에서 꾸준하게 작품활동을 하고 있는 홍창국[2]
- 2017년 2회 소박하면서도 깊은 맛의 예술 분야를 섭렵하여 안목이 있는 통찰력으로 특히 이어도 섬의 이상향으로 획기적인 재해석을 통하여 제주섬의 근원적, 생명력으로 우주의 숨소리를 당겨 인류의 꿈을 안아본 김정파 <이여도의 율동>[3]